# Omer Jodogne
 (février 2016).
Pour les articles homonymes, voir Jodogne.
Gilles François Antoine Omer Jodogne, né le 7 mars 1908 à Saint-Gilles et mort le 21 juin 1996 à Namur, est un philologue et linguiste belge, historien de la littérature française du Moyen Âge et éditeur d'œuvres théâtrales du XVe siècle.

## Biographie
Ses parents — Joseph Jodogne, employé, et Odile Dupuis, sans profession — étaient originaires d'Ében-Émael (village du Limbourg wallon rattaché depuis à la province de Liège). Orphelin de mère à l’âge de trois ans, l’enfant passe deux années chez ses grands-parents paternels, à Ében, où il apprend le dialecte wallon. Il fait ses études primaires et secondaires (« Humanités anciennes ») à l'Institut Notre-Dame de Cureghem (Bruxelles) et ses études de philosophie et lettres (groupe D : philologie romane) à l'université catholique de Louvain, où ses principaux maîtres furent Alphonse Bayot, la baron Bethune, Georges Doutrepont et le chanoine Remy. Il est proclamé docteur, le 10 juillet 1930. Le 15 novembre de la même année, il obtient le diplôme d’archiviste-paléographe aux Archives générales du Royaume. De 1931 à 1933, il est professeur de rhétorique française à l'Athénée royal de Malines. De 1934 à 1938, il est archiviste-paléographe aux Archives générales du Royaume.
Il épouse, le 25 mai 1935, Jeanne Gaspard (Michamps, 1906 – Namur, 1975), dont il a trois fils : Pierre (1936), André (1938) et Thierry (1944). Le 1er octobre 1938, l'université catholique de Louvain le charge des cours de linguistique française et d’histoire de la littérature du Moyen-Age. Il y devient professeur ordinaire, le 1er octobre 1942, et poursuit son enseignement jusqu’à son éméritat, obtenu le 1er octobre 1972. De janvier à mars 1967, il est professeur associé de l'université de Lovanium, à Kinshasa (Congo).
En 1969, 1970 et 1971, il dispense des cours de littérature française médiévale en qualité de professeur associé à la Faculté des lettres et sciences humaines de l'université de Clermont-Ferrand. En 1974 et 1975, pour l’enseignement des mêmes matières, il est professeur associé à l'université de Bordeaux III.
Succédant à son ami Louis Michel (1906-1944), philologue décédé dans un bombardement en 1944, il est, de 1946 à 1956, directeur de la revue Les Dialectes belgo-romans. En 1947, avec le chanoine Pierre Groult, Charles De Trooz et Joseph Hanse, il fonde la revue Les Lettres romanes. En marge de ses études philologiques, Omer Jodogne consacre beaucoup de travaux à la dialectologie, à la toponymie et à l’anthroponymie. Ses publications sont couronnées deux fois du Prix Saintour de l’Académie des inscriptions et belles-lettres : en 1938 (avec Georges Doutrepont), pour l’édition des Chroniques de Jean Molinet, et en 1963, pour l’édition du Mystère de la passion de Jean Michel. Outre Louis Michel, déjà cité, ses amis les plus proches furent Armand Louant, Charles De Trooz, Albert Henry, Rita Lejeune, Charles Bruneau et Jean Frappier.
Omer Jodogne est élu membre de plusieurs sociétés savantes :
- Commission royale de toponymie et dialectologie (en 1938) ;
- Société de langue et de littérature wallonnes (1946) ;
- Société internationale arthurienne (en 1951) ;
- Société Rencesvals (membre fondateur en 1955) ;
- Académie royale de Belgique (en 1960) ;
- Commission royale d'histoire (en 1967).

Il a été fait docteur honoris causa de l'université Blaise-Pascal (Clermont-Ferrand II) en 1972.

## Publications principales
- Chroniques de Jean Molinet (1474-1506), édition critique [publiée avec Georges Doutrepont], Bruxelles, Académie royale de Belgique, 1935-1937, trois volumes.
- Inventaire des archives des Chambres suprêmes des Douanes et de la Judicature de Bruxelles. Tongres, Imprimerie Michiels, 1937, 27 pp. (Archives générales du Royaume).
- Répertoire belge des noms de famille. Tome I. Arrondissement de Nivelles et communes wallonnes des arrondissements de Louvain et de Bruxelles. Louvain, Nauwelaerts, 1956, XXX-267 pp. ; Tome II. Arrondissement de Liège. Bruxelles, Commission royale de toponymie et de dialectologie, ministère de l’Éducation nationale et de la Culture, 1964, XXXII-694 pp.
- Jean Michel, Le Mystère de la passion (Angers, 1486). Gembloux, Duculot, 1959, CXV-543 p.
- Le Mystère de la passion d’Arnoul Gréban. Édition critique. Tome I. Bruxelles, Académie royale de Belgique, 1965, 456 p. ; Tome II (Observations, Variantes, Index, Glossaire), 1983, 449 p.
- Le Fabliau, dans Typologie des sources du Moyen Âge occidental, publié sous la direction de L. Génicot, fasc. 13 (A-VII.B2*), Turnhout, Brepols, 1975, pp. 5-29.
- Maître Pierre Pathelin, Farce du XVe siècle, translatée en français moderne. Gand, Éditions scientifiques Story-Scientia, 1975, III-70 p.
- Miracle de saint Nicolas et d’un Juif. Genève, Droz, 1982, 200 p. (Textes littéraires français, 302).